# Agnona
Agnona è una frazione di Borgosesia, in provincia di Vercelli. Fino al 1928 ha costituito un comune autonomo.

## Storia
Nel 1703 diede i natali al pittore Giuseppe Antonio Pianca.
Agnona costituiva sino al 1928 comune autonomo, venendo in quell'anno soppresso ed aggregato a quello di Borgosesia.